# I740

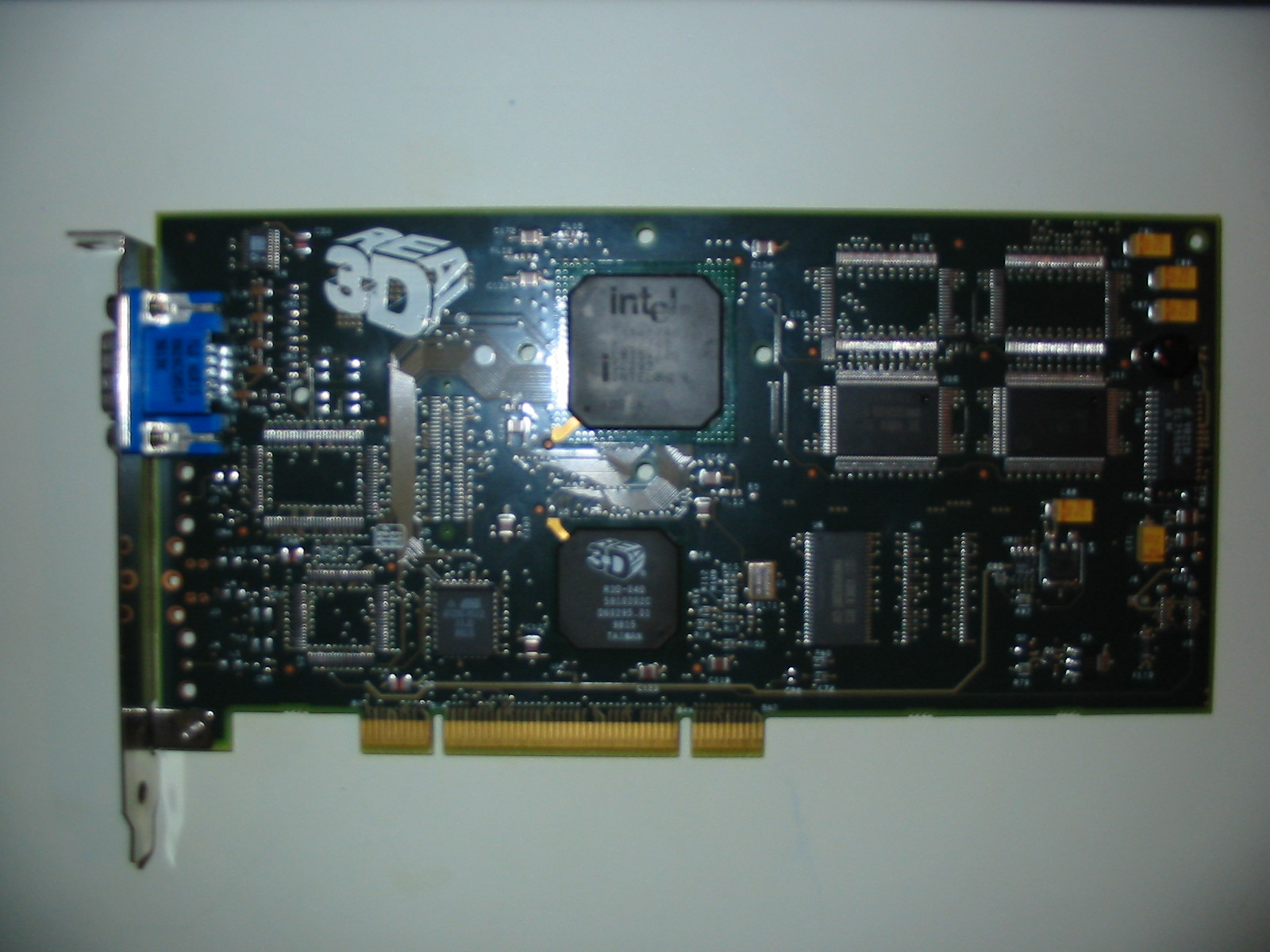
Scheda video PCI Intel740

L'Intel 740 (più conosciuta con i più semplice nome di i740) era una scheda video presentata nel 1998, basata su slot AGP e realizzata da un'azienda sussidiaria di Intel, Real3D, disponibile anche in versioni per BUS PCI. Durante lo sviluppo veniva identificata mediante il nome in codice Auburn.

## Prima scheda video "discreta" di Intel
Si trattava del primo approccio ad una scheda video "discreta" operato da Intel nel tentativo di diventare un degno oppositore di altre aziende impegnate nell'ambito delle schede video 3D di fascia alta, tra le quali si possono ricordare 3dfx, ATI Technologies, Matrox e NVidia.
Si trattò in realtà di un tentativo non riuscito, e da quel momento Intel si è concentrata nello sviluppo di soluzioni video integrate nei propri chipset, e quindi di versioni economiche, che però grazie soprattutto all'enorme diffusione delle proprie piattaforme, soprattutto quelle mobile dal 2003 in poi, grazie alle soluzioni Centrino, hanno portato il produttore statunitense ad essere il maggior fornitore mondiale di soluzioni video integrate.

## Caratteristiche tecniche
A differenza della maggior parte delle schede video presenti sul mercato in quel periodo, dotate generalmente di un quantitativo di memoria video tra gli 8 MB e i 32 MB, la scheda di Intel era limitata a un massimo di 8 MB, ma esistevano versioni addirittura da 2 MB., mentre il clock della componente GPU era di 220 MHz e offriva supporto nativo a DirectX 5.0 e OpenGL 1.1.
Il ridotto quantitativo di memoria video era giustificato dall'intenzione di mantenere il prezzo competitivo e doveva venire compensato, nelle intenzioni dei progettisti, dalla capacità offerta dall'interfaccia AGP, di interfacciarsi direttamente con la memoria RAM di sistema, senza passare dal controller memoria della scheda madre né dalla CPU. Tale approccio sulla carta era valido, ma nella pratica il collo di bottiglia che si veniva a creare utilizzando la memoria integrata solamente come frame buffer e demandando tutto il restante carico al canale AGP era decisamente rilevante.
Come detto, l'AGP consentiva l'accesso diretto da parte della scheda video alla RAM di sistema, ma questo non significa che la cosa non avesse effetti collaterali anche sulle altri componenti di sistema. Di fatto, quando la CPU cercava di accedere alla stessa memoria, doveva affrontare il problema di un canale condiviso, oltre che di un quantitativo di memoria libera a disposizione ovviamente inferiore.

## Nuovo tentativo di proporre una scheda discreta
Nel 2009 sarebbero dovute arrivare le soluzioni Larrabee, posticipate poi al 2010, per poi essere completamente abbandonate prima di qualsiasi arrivo sul mercato per non aver raggiunto gli standard prestazionali e di efficienza che ci si aspettava. Intel puntava molto su questo progetto per un suo rientro in grande stile nel mondo delle schede video ad alte prestazioni, anche perché sarebbero state pensate non solo per l'utilizzo come schede video discrete, ma anche come acceleratori per calcoli GPGPU in virtù soprattutto del loro design altamente parallelo e rivoluzionario nel mondo dei dispositivi grafici.